# QQ Vulpeculae
QQ Vulpeculae eller är en kataklysmiskt variabel dubbelstjärna belägen i den södra delen av stjärnbilden Räven. Den har en skenbar magnitud av ca 14,66 och kräver ett kraftfullt teleskop för att kunna observeras. Baserat på parallax enligt Gaia Data Release 3 på ca 3,32 mas, beräknas den befinna sig på ett avstånd på ca 981 ljusår (301 parsek) från solen. Den rör sig närmare solen med en heliocentrisk radialhastighet på ca -460 km/s.

## Observation
QQ Vulpeculae upptäcktes under 1977–78 som en källa till mjuk röntgenstrålning med hjälp av satelliten HEAO-1. Einstein-observatoriet användes sedan 1981 för att mer exakt positionera källan, som betecknades E 2003+225. År 1982 observerade J. A. Nousek et al. den optiska motsvarigheten och fann att den varierade i ljusstyrka med en period av 3,706 timmar och visade starka emissionslinjer av väte och helium. De identifierade den som en AM Herculis-variabel. Systemet visar en ljusstyrkevariation på 0,7 magnitud under varje omlopp, plus ett kortvarigt flimmer på 0,2 magnituder.
Den accepterade modellen för denna klass av variabler är en dubbelstjärna med en sekundär röd dvärg i en snäv omloppsbana kring en magnetisk vit dvärg. Den röda dvärgen överstiger dess Roche-lob och materia strömmar till den vita dvärgen. Den vita dvärgens magnetfält drar detta material mot de magnetiska polerna, och materialet värms upp till en tillräcklig temperatur för att avge röntgenstrålning. År 1985 upptäcktes en svag, utökad radiokälla vid platsen för detta system, vilket tyder på att det kan vara en rest av en tidigare nova-händelse. Röntgenobservationer 1991 antyder att det finns separata områden med hård och mjuk röntgenstrålning, vilket tyder på att materia ansamlas vid två poler. Den mjuka röntgenplatsen finns sannolikt vid den magnetiska polen längst bort från sekundärstjärnan.

## Egenskaper
Primärstjärnan QQ Vulpeculae A är en vit dvägstjärna.Den har en massa som är ca 0,6 solmassa, en radie på ca 0,01 solradie.
Följeslagaren QQ Vulpeculae B är en röd dvärgstjärna av spektralklass M4 V. Den har en massa som är ca 0,34 - 0,44 solmassa, en radie på ca 0,35. solradie och har hög rotation med en projicerad vinkelhastighet på ca 110 km/s.

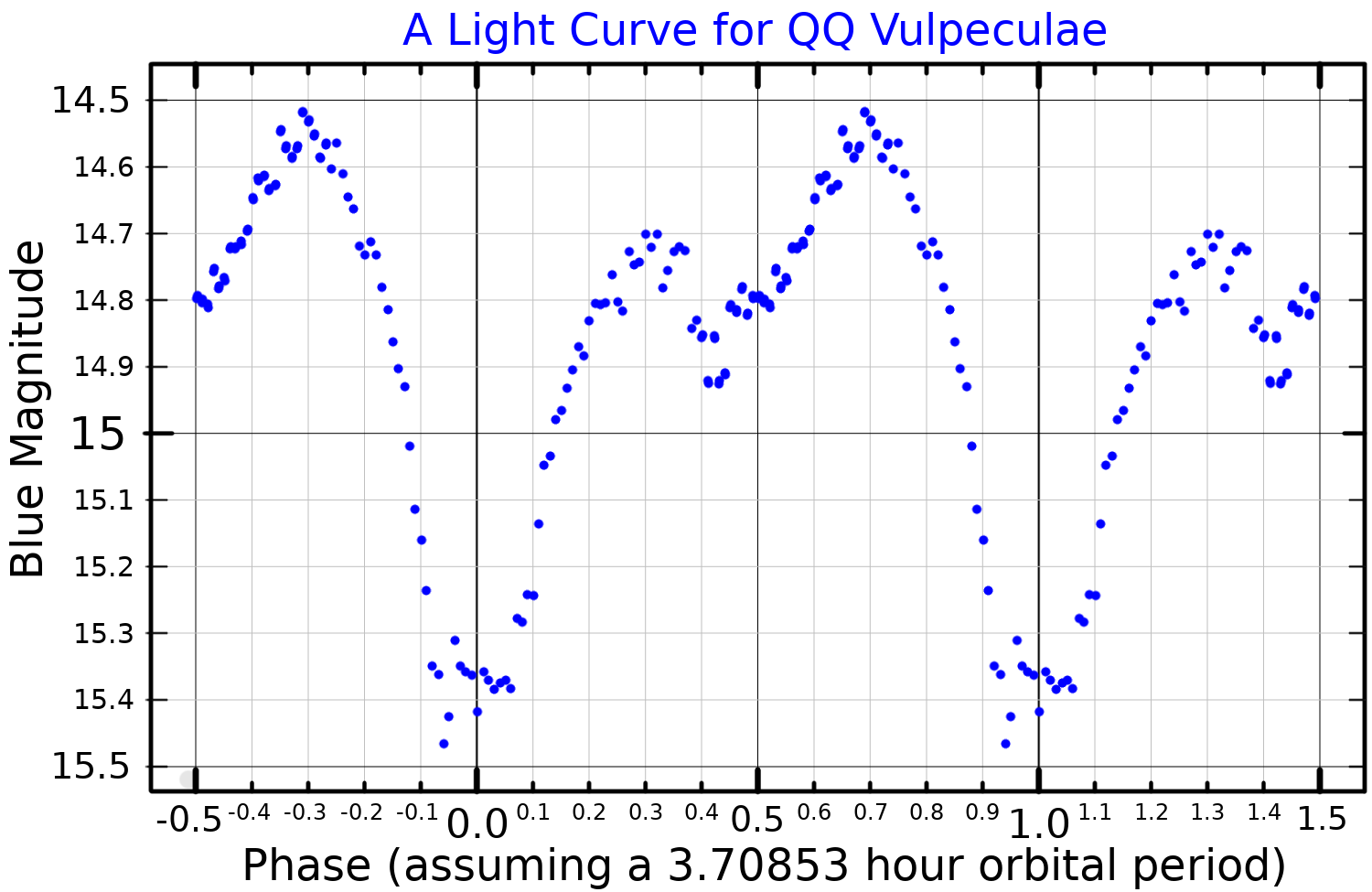
Ljuskurva i blåa bandet för QQ Vulpeculae, anpassad från Nousek et al., (1984).

Styrkan på magnetfältet i den vita dvärgen uppskattas till ca 30 MG. Under långa perioder har systemet visat sig växla mellan tillstånd med hög och låg ljusstyrka. K. Mukai et al. (1986) föreslog att den primära nedgången i ljuskurvan beror på systemets geometri i kombination med en partiell förmörkelse av den primära ansamlingsregionen av ackretionskolumnen. Den sekundära nedgången kan orsakas av att den vita dvärgens lem delvis förmörkar det aktiva ansamlingsområdet. Rotationsperioden för den vita dvärgen verkar vara låst till omloppsperioden.